# Nigel Dakin
Nigel John Dakin, né le 28 février 1964, est un diplomate et fonctionnaire britannique.
Il est du 15 juillet 2019 au 29 mars 2023 le 15e gouverneur des Îles Turques-et-Caïques (en anglais : Governor of the Turks and Caicos Islands) représentant la monarchie britannique dans le territoire britannique d'outre-mer des Îles Turques-et-Caïques,. Le gouverneur est nommé par le monarque sur conseil du gouvernement du Royaume-Uni,,,.

## Éducation
Dakin est né à Birmingham, une ville-district métropolitain des Midlands de l'Ouest au centre de l'Angleterre et est le fils de John Frederick Dakin et Dorothy Alice Dakin (née Scott). Il a fait ses études à la King Edward VI Five Ways School à Birmingham. Ayant obtenu pendant ses études une bourse de l'armée, Dakin entra à l'Académie royale militaire de Sandhurst en 1982 et fut engagé dans l'armée britannique en 1983. Après avoir servi comme commandant de peloton d'infanterie en Irlande du Nord, il obtint, toujours grâce à une bourse militaire à l'Université de Birmingham (1984 et 1987) une licence en science politique. Il obtiendra plus tard une maîtrise en administration des affaires de l'Université Kingston en 1995.

## Carrière diplomatique
Après l'université, Dakin est revenu à l'armée, servant en Allemagne de l'Ouest et en Irlande du Nord et entre 1994 et 1996 a servi comme officier d'état-major au ministère de la Défense conseillant en résolution de conflit le secrétaire Michael Portillo et chef d'état-major Field M. P. Inge. En 1996, Dakin a accepté un poste au sein du bureau des Affaires étrangères et du Commonwealth (FCO) dirigeant d'abord des équipes impliquées en Russie, puis contre le terrorisme et, promu directeur ; il siège au Conseil exécutif. Parallèlement, il a été invité par le général Sir Nick Carter à occuper le poste de directeur civil du conseil d'administration de l'armée no 1 et du comité supérieur des honneurs de l'armée, poste qu'il a conservé jusqu'en 2019. À l'étranger, Dakin a été premier secrétaire politique au Nigéria (1998-1999) et en Inde (1999-2001), puis conseiller politique au Pakistan (2007-2010) et en Afghanistan (2012-2013). Il a servi deux fois à l'ambassade britannique à Washington : d'abord de 2005 à 2007, travaillant avec l'administration américaine de George W. Bush sur l'Irak, l'Afghanistan et le contre-terrorisme et de nouveau entre 2016 et 2019 en tant que haut responsable de la sécurité nationale auprès de l'ambassadeur du Royaume-Uni aux États-Unis.

## Vie privée
Il a épousé Amanda Dakin (née Johnson) en 1987 dans son pays d'origine, la Barbade et ils ont deux enfants : Charlotte (surnommée Charlie) et Fraser.